# Шкодіна Варвара Сергіївна
Варвара Сергіївна Шкодіна (1912, місто Кролевець Чернігівської губернії, тепер Сумської області — 1992?) — українська радянська діячка, зоотехнік, директор Кролевецького державного племінного розплідника. Депутат Верховної Ради УРСР 4—5-го скликань.

## Біографія
Народилася у родині робітника. У 1932 році закінчила Бочечанський технікум свинарства на Сумщині.
У 1932 році працювала зоотехніком Лебединської районної колгоспспілки. У листопаді 1932 — листопаді 1933 року — старший зоотехнік радгоспу імені Фрунзе Коропського району Чернігівської області.
У 1933—1938 роках — студентка Білоцерківського сільськогосподарського інституту.
У 1938—1941 роках — зоотехнік Антонінського цукрового комбінату імені Горького Кам'янець-Подільської області.
Під час німецько-радянської війни у липні 1941 року була евакуйована у східні райони СРСР. У 1941—1945 роках працювала в колгоспі «Герой труда» Самарського району Східно-Казахстанської області Казахської РСР.
У 1945—1953 роках — зоотехнік по племінній роботі Кролевецького районного земельного відділу Сумської області, головний зоотехнік Кролевецького районного управління сільського господарства і заготівель. Член КПРС.
У 1953 — червні 1958 року — директор Кролевецького державного племінного розплідника кролевецької породної групи свиней.
З червня 1958 року — головний зоотехнік Кролевецької районної інспекції по сільському господарству Сумської області; головний зоотехнік Кролевецької державної племінної станції Сумської області.

## Нагороди
- орден «Знак Пошани» (26.02.1958)
- ордени
- медалі
- заслужений зоотехнік Української РСР (31.07.1954)